# Happy! Lucky! Dochy!
Happy! Lucky! Dochy!，是日本女配音員田村由香里、金井美香、堀江由衣的單曲CD。這首單曲是當年OVA動畫《暮蟬悲鳴時 煌》的片頭曲。

## 收錄曲
1. Happy! Lucky! Dochy! -3:54
作詞：hotaru；作曲、編曲：前澤寛之
OVA動畫《暮蟬悲鳴時 煌》的片頭曲
2. 100%マジカルスター☆  - 3:49
作詞：YUMIKO；作曲:野中勇希；編曲：DY-T
3. Happy! Lucky! Dochy!（Instrumental）
4. 100%マジカルスター☆（Instrumental）